# Turnen in Suriname
Turnen is in Suriname een sport die aan het begin van de 20e eeuw werd geïntroduceerd. Er zijn verschillende verenigingen waar wordt geturnd. Er is in Suriname geen overkoepelende bond voor de sport.

## Geschiedenis
Een van de eerste stappen in de Surinaamse turnsport werd in augustus 1903 gezet, toen de heer J. Lobo de Surinaamsche Acrobaten Club oprichtte. De vereniging had een tent op de hoek van de Gravenstraat en de Anniestraat en er waren tien jongens lid. De club bleef niet bestaan. Drie jaar later, op 16 november 1906, werd een demonstratie gegeven in de gymnastiekzaal van de Hendrikschool door twaalf meisjes en negen jongens van de gymnastiekcursus. De uitvoering werd bijgewoond door gouverneur Idenburg. De gymcursus stond onder leiding van luitenant Boertje die hulp kreeg van luitenant Dames. De gymleraren waren drie onderofficieren die alle drie geëxamineerd waren in dit vak.
Op 14 maart 1909 richtte Jan van Eer de vereniging Thesos op, een afkorting van "Tot Heil en Sterking Onzer Spieren". Een jaar later gaf hij met leden van Thesos een uitvoering in Thalia en in december van dat jaar nogmaals. Van Eer leidde de vereniging meer dan vijfentwintig jaar. Daarnaast richtte Gerrit Niekoop in 1910 nog een turnvereniging op, namelijk Olympia (sinds 1919 UNI genaamd). Niekoop bleef dertig jaar lang betrokken bij de sport. Daarnaast werden nog enkele verenigingen opgericht, zoals Tonido (Tot Ons Nut Is Dit Opgericht) in 1913 en Tog (Tot Ons Genoegen) in 1929. Naast Van Eer en Niekoop waren bekende turners uit deze tijd Brouwn, Favery, Haaswijk, Hirasing, Messas, Miranda, Pater, Ruperti, de gebroeders Sing, Paul van der Kuyp, Jan Rambouts, Fokké, de Vries en George van Zichem.
De vele initiatieven aan het begin van de 20e eeuw zorgden ervoor dat de turnsport in Suriname definitief voet aan de grond kreeg. Ze gebeurden niettemin vooral afzonderlijk van elkaar. Er was geen turncomité of sportbond die de ontwikkelingen coördineerde en er waren weinig wedstrijden waarin turners het tegen elkaar opnamen. Hierdoor was er vrijwel geen sprake van ontwikkeling van de sport. Midden jaren 1950 waren er nog wedstrijden tussen Thesos en UNI en in de jaren 1970 en 1980 waren er nog verschillende initiatieven. De turnsport is in Suriname echter klein en ongeorganiseerd gebleven.
Ook aan het begin van de jaren 2020 is er nog een bond die de turninitiatieven in Suriname coördineert. Wel zijn er Surinaamse turners actief tijdens de Special Olympics.